# (1999) Hirayama
(1999) Hirayama es un asteroide perteneciente al cinturón de asteroides descubierto el 27 de febrero de 1973 por Luboš Kohoutek desde el observatorio de Hamburgo-Bergedorf, Alemania.

## Designación y nombre
Hirayama recibió al principio la designación de 1973 DR.
Posteriormente se nombró en honor del astrónomo japonés Kiyotsugu Hirayama (1874-1943).

## Características orbitales
Hirayama orbita a una distancia media de 3,116 ua del Sol, pudiendo acercarse hasta 2,759 ua. Su inclinación orbital es 12,53° y la excentricidad 0,1143. Emplea 2009 días en completar una órbita alrededor del Sol.